# هندسة المرور

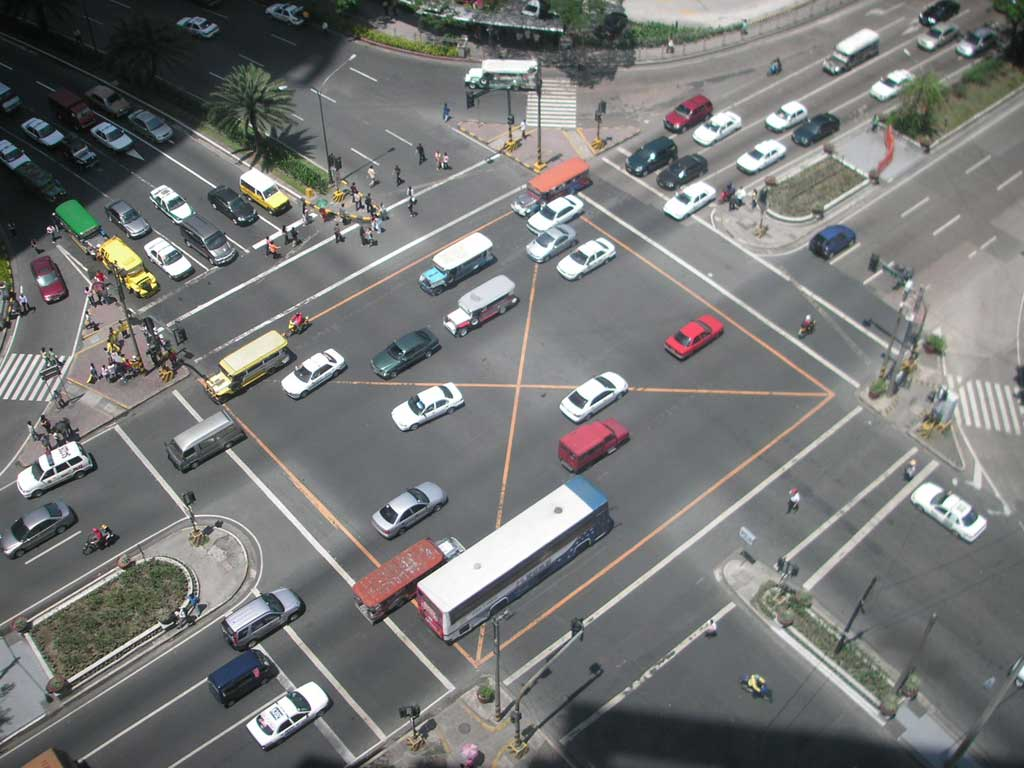
تعد التقاطعات المعقدة مع العديد من ممرات المركبات وممرات الدراجات والممرات المتقاطعة أمثلة شائعة لمشاريع هندسة المرور

هندسة المرور هي فرع من فروع الهندسة المدنية التي تستخدم التقنيات الهندسية لتحقيق حركة آمنة وفعالة للأشخاص والبضائع على الطرق. تركز بشكل أساسي على البحث عن تدفق آمن وفعال لحركة المرور مثل هندسة الطرق والأرصفة والممرات المتقاطعة والبنية التحتية للدراجات واللافتات المرورية وعلامات سطح الطريق وإشارات المرور. تتعامل هندسة المرور مع الجزء الوظيفي لنظام النقل باستثناء البنية التحتية المتوفرة.
هندسة المرور هي علم حديث ظهر في النصف الثاني من القرن العشرين وما زال في تطور مستمر نسبة للتطور السريع في تحديث المركبات والطرق وأنظمة التحكم "إشارات المرور، عبور المشاة. إلخ".
يمكن تقسيم علم هندسة المرور إلى:
- دراسات المرور.
- دراسات النقل العام «الحافلات».
- السلامة المرورية.
- هندسة اللوحات المرورية والعلامات الأرضية.

تتضمن مشاريع هندسة المرور النموذجية تصميم تركيبات وتعديلات أجهزة التحكم في حركة المرور، بما في ذلك إشارات المرور واللافتات وعلامات الرصيف. تتضمن أمثلة الخطط الهندسية تحليل هندسة الأعمدة وبرامج الوقاية من مياه العواصف (SWPP). وعلى مهندسي المرور أيضًا اعتبار السلامة المرورية، من خلال تفقد المواقع ذات معدلات مرتفعة للحوادث ووضع تدابير مضادة لتقليلها. يمكن أن تكون إدارة تدفق حركة المرور قصيرة الأجل (مثل إعداد خطط التحكم في حركة المرور، بما في ذلك تخطيط المنعطفات لحركة مرور المشاة والمركبات) أو طويلة الأجل (مثل تقدير الآثار المترتبة من التطوير التجاري/ السكني المقترح على أنماط حركة المرور). تعالج مشاكل المرور على نحو متزايد من خلال تطوير أنظمة النقل الذكي، غالبًا بمن خلال دمجها مع التخصصات الهندسية الأخرى مثل هندسة الحاسوب والهندسة الكهربائية.

## الجدوى من إنشاء الطرق
تبدأ عملية إنشاء أي طريق بعمل دراسة الجدوى التي تعني مدى الفائدة التي يقدمها الطريق المقترح مقارنة بالتكلفة. ولعمل هذه الدراسة نحتاج لتقدير عدد المركبات «تسمى بحجم المرور» التي يتوقع أن تستخدم الطريق، حيث تستخدم عدة أساليب منها:
- التقدير: وهو تقدير حجم المرور المتوقع حسب خبرات سابقة لمناطق مشابهة في الكثافة السكانية والمستوى المعيشي وما إلى ذلك، حيث يتوقع للمناطق المتشابهة من حيث السكان أن تنتج أحجام مرورية متقاربة.
- دراسات ميدانية: وذلك بإعداد استبيان مناسب لمستخدمي الطرق المجاورة للطريق المقترح لمعرفة نسبة الذين يفضلون استخدام الطريق الجديد في حال إنشائه «تسمى أيضا دراسات المنبع والمصب».
- دراسات منزلية: وذلك بإعداد استبيانات منزلية في المناطق التي يتوقع أن تستفيد من الطريق المقترح لتقدير نسبة السيارات التي ستستخدم الطريق بالنسبة لعدد السكان الكلي «في المنطقة المجاورة للطريق».
- التقدير الرياضي: ويتم بواسطة استخدام نموذج رياضي «معادلة رياضية خاصة» ينتج العدد المتوقع للمركبات في سنة معينة بناًء على بيانات الأعوام السابقة.
- النمذجة الحاسوبية: يمكن تقدير حجم المرور المستقبلي أيضًا بواسطة برامج خاصة تعمل على الاستفادة من البيانات الحالية والبيانات التاريخية وبعض القيم الأخرى مثل نوع التغير الذي يتوقع أن يحدث في المنطقة مستقبليًا «مثل إنشاء مركز تجاري أو مدرسة..إلخ» ويقوم الحاسوب بتقدير القيم المستقبلية بدقة أفضل من كل الطرق السابقة.

بعد معرفة حجم المرور ونوعية المركبات، يتم حساب قيم خاصة مبنية على أوزان المركبات المتوقعة وعددها بحيث نحصل على قيمة تسمى وزن المحور المكافئ الذي يعتبر ذا قيمة كبيرة في مرحلة التصميم الإنشائي للطريق «لاحظ أن إنشاء الطرق ليس جزءًا من هندسة المرور». بعد معرفة عدد مستخدمي الطريق وتكلفة إنشائه، يمكن عمل دراسة الجدوى «بناء على نسبة التكلفة لعدد المستخدمين» التي بها يتخذ المسؤولون قرار إنشاء الطريق من عدمه.

## الدراسات المرورية التشغيلية
بعد التأكد من جدوى إنشاء الطريق واكتمال إنشائه، تبدأ المرحلة التشغيلية للطريق والتي تحتاج لمراقبة دائمة. وتمثل هذه العملية المرحلة الأهم في الدول المتقدمة، حيث أن كل التحديات الصعبة المتمثلة في الحاجة الدائمة للحفاظ على مستوى الخدمة المقبول خصوصًا من ناحية زمن الرحلة الذي يزداد على الدوام بسبب زيادة حجم المرور وبالتالي يزداد التأخير عند التقاطعات. تسعى الجهات المسؤولة عن المرور على ضمان انسياب المرور بشكل مقبول، ولتحقيق ذلك تقوم بمراقبة حركة المرور بشكل مستمر وتحديد نقاط الازدحام والتأخير وذلك بقياس عدة قيم أهمها:
- زمن الرحلة بين مكانين: وذلك لمقارنة زمن الرحلة الحالي مع القيم التي تم قياسها في المواسم أو الأعوام السابقة، حيث أن زيادة زمن الرحلة يعني وجود مشكلة في نقطة ما على طول المسار.
- طول صفوف العربات عن التقاطعات: بمقارنة طول الصفوف بالقيم التي تم قياسها سابقًا، حيث أن زيادة طول الصفوف يعني وجود مشكلة في هذه النقطة بالتحديد.
- السرعة: يتم قياس سرعة المركبات عند نقاط بعيدة عن التقاطعات لمعرفة ما إذا كان هناك تأخير على طول الطريق مقارنة بالقيم التي تم قياسها سابقًا.
- حجم التشبع: هو العدد الأقصى من المركبات التي يمكنها أن تمر خلال نقطة معينة في وقت محدد، وتتم مقارنة القيمة المقاسة من الطريق بـ 1800 مركبة\ساعةً حيث يتوقع أن نقصان عدد المركبات عن 1800 مركبة في الساعة «للحارة الواحدة» يعني حدوث ازدحام وتأخير.
- درجة التشبع: وهي معيار سعة الطريق عند التقاطعات ذات الإشارة المرورية، وتحسب من نسبة حجم المرور لحجم التشبع مضروبة في نسبة زمن الإشارة الخضراء لزمن الإشارة الكلي.

## اساسيات الدراسات المرورية
عادة ما يتم إجراء الدراسات المرورية في فترات زمنية محددة وهي:
أ- أيام الأسبوع:
- الذروة الصباحية: من 7:00 إلى 10:00
- ما بين الذروات: من 10:00 إلى 16:00
- الذروة المسائية: من 16:00 إلى 19:00
- ما بعد الذروة المسائية: من 19:00 إلى 7:00

ب- أيام العطل ونهاية الأسبوع:
عادة ما يتم إجراء الدارسات في فترة زمنية واحدة ما بين 10:00 إلى 19:00، وقد تختلف هذه الأزمان قليلًا حسب ظروف كل بلد وساعات العمل والمدارس.

## التقاطعات المرورية
يوجد نوعان أساسيان من التقاطعات المرورية هما:
أ- التقاطعات على نفس المستوى: وهي نقطة تلاقي طريقين أو أكثر وقد تكون:
- تقاطع محكوم بإشارة مرور.
- تقاطع أولوية «الطريق الرئيسي والطريق الفرعي»
- دوار «أو الصينية»

ب- التقاطعات متعددة المستويات: وتوجد عند تلاقي الطرق السريعة «أو الطرق الحرة» التي لا يكون فيها أي تأخير لأن الطرق تكون على مستويات مختلفة وتوجد عدة أنواع من هذه التقاطعات أهمها:
- تقاطع ورقة البرسيم: ويسمى بهذا الاسم نسبة لتشابه شكل التقاطع مع ورقة البرسيم بسبب وجود حارات دائرية في كل ركن لنقل المرور إلى الجهة المقابلة. يعطي هذا النوع أولوية كاملة لكل أذرع التقاطع على حد السواء.
- تقاطع البوق: وهو أيضًا يشبه البوق حيث أن الحارات الدائرية تقع على جانبين فقط ويستخدم عند التقاء الطرق الحرة على شكل حرف T.
- تقاطع الماسة: يستخدم عند التقاء طريق سريع رئيسي بطريق سريع ثانوي مثل المخارج التي تقع على الطرق الدائرية وهو يعطي حرية انسياب كاملة للطريق الرئيسي بينما يكون الطريق الثانوي محكومًا بإشارة مرورية علوية أو سفلية «كثيرًا ما يستخدم في دول الخليج العربي».

## مواقع ذات صلة
- برنامج تخطيط النقل VISUM
- هندسة النقل
- برنامج النمذجة المرورية VISSIM